# Fronteira Afeganistão–Uzbequistão
A fronteira entre Afeganistão e Uzbequistão é a linha que se estende por 137 km, na direção leste-oeste, ao norte do Afeganistão, separando o país do território do Uzbequistão. Essa fronteira marcada pelo rio Amu Dária tem como extremo oeste a tríplice fronteira Afeganistão-Uzbequistão-Turquemenistão e no leste outra tríplice fronteira dos dois países, agora com o Tajiquistão.
A cidade uzbeque de Termez fica junto a esta fronteira, sendo a única passagem entre os dois países. Nesse ponto, do outro lado do Amu Dária, fica cidade afegã de Hairatan. Aí se situa a Ponte da Amizade Afeganistão-Uzbequistão, ficando a cidade afegã de Mazar-e Sharif 50 km ao sul da fronteira.
Até à dissolução da União Soviética em 1991, essa fronteira era um pequena porção central da longa fronteira norte do Afeganistão com a União Soviética, hoje a soma das fronteiras afegãs com o Turquemenistão, Uzbequistão e Tajiquistão.

## Descrição
Toda a fronteira segue o talvegue do rio Amu Darya, da tríplice fronteira turcomana no oeste a tríplice fronteira tadjique no leste. A fronteira é paralela no lado uzbeque por uma estrada e linha ferroviária, e há um importante ponto de passagem a leste da cidade uzbeque de Termez.
O Uzbequistão construiu uma barreira ao longo da fronteira, consistindo de uma cerca de arame farpado e uma segunda cerca mais alta de arame farpado eletrificado de 380 volts, minas terrestres e uma patrulha de soldados uzbeques fortemente armados.
Há apenas uma passagem de fronteira chamada Ponte da Amizade Afeganistão-Uzbequistão, perto da cidade afegã de Hajratan.